# Norwegia na Letniej Uniwersjadzie 2009
Norwegię na Letniej Uniwersjadzie w Belgradzie reprezentowało 12 zawodników. Norwegowie nie zdobyli żadnego medalu.
Norwegia nie wystartuje w żadnym sporcie zespołowym

## Miejsca Norwegów w pierwszej 10
9. Irene Helgesen - lekkoatletyka, bieg na 400 m -odpadła w 1/2 finału